# San Marino RTV (canal de televisión)
San Marino RTV es el primer canal de televisión pública de San Marino, perteneciente a San Marino RTV, con una programación generalista con noticias, documentales y eventos celebrados en la república.

## Historia
El canal inició emisiones en pruebas el 24 de abril de 1993, aunque no sería hasta el 28 de febrero de 1994 cuando el canal iniciaría sus emisiones regulares.
En julio de 1995, San Marino RTV formalizó su ingreso en la Unión Europea de Radiodifusión.
El 13 de junio de 2011, el canal cambió su nombre a SMTV San Marino, y comenzó sus emisiones vía satélite a través de Sky Italia y Tivùsat.
En noviembre de 2013, el canal volvió a llamarse San Marino RTV, su denominación actual.
El 22 de diciembre de 2016, San Marino RTV empezó a emitir en HD en televisión digital terrestre y el 22 de febrero de 2018 el canal inició emisiones en alta definición vía satélite.
El 14 de junio de 2025 San Marino RTV adoptó su actual imagen corporativa.

## Programación
- TG San Marino
- RTV News
- Newsroom
- Close Up
- Serenissima - Benvenuti a bordo
- La tivù che racconta
- Amarcord San Marino e dintorni
- Khorakanè
- Qualcosa di personale
- Alta Marea
- La casa della salute
- Una serata sul Titano
- C vediamo il lunedì
- Professione Reporter
- I talenti dei Castelli
- Generazione Z
- Una voce per San Marino